# Naqsheh-ye Nasar
Naqsheh-ye Nasar (em persa: نقشه نصار, também romanizada como Naqsheh-ye Naṣār; também conhecida como Naqsheh) é uma aldeia do distrito rural de Nasar, no condado de Abadan, na província de Khuzistão, Irã.
Segundo o censo de 2006, sua população era de 96 habitantes, em 16 famílias.